# Маастрихтський університет
Маастрихтський університет (нід. Universiteit Maastricht; офіційна абревіатура — UM) — публічний університет, розташований в місті Маастрихті (провінція Лімбург, Нідерланди), один з наймолодших у країні.
Був заснований у 1976 році як «Державний університет Лімбурга» (Rijksuniversiteit Limburg), що робить його другим за «молодістю» в Нідерландах. У 1996 році змінив назву на «Університет Маастрихта» (Universiteit Maastricht). Починаючи з 2008 році назвивається на теперішній лад — Маастрихтський університет, оскільки виш декларує свій міжнародний характер
У Маастрихтському університеті навчаються понад 21 000 студентів, причому до 55% — це іноземці. Штат співробітників вишу становить 4 000 осіб. Близько половини бакалаврських програм читаються цілком і повністю англійською, тоді як решта або частково, або в повному об'ємі — нідерландською. Більшість магістерських і докторських (PhD) програм — теж англомовні.

## Факультети
- Факультет мистецтва і культури
- Факультет економіки і адміністрації бізнесу
- Юридичний Факультет
- Медичний Факультет
- Факультет охорони здоров'я